# Dziembowo (gromada)
Dziembowo – dawna gromada, czyli najmniejsza jednostka podziału terytorialnego Polskiej Rzeczypospolitej Ludowej w latach 1954–1972.
Gromady, z gromadzkimi radami narodowymi (GRN) jako organami władzy najniższego stopnia na wsi, funkcjonowały od reformy reorganizującej administrację wiejską przeprowadzonej jesienią 1954 do momentu ich zniesienia z dniem 1 stycznia 1973, tym samym wypierając organizację gminną w latach 1954–1972.
Gromadę Dziembowo z siedzibą GRN w Dziembowie utworzono – jako jedną z 8759 gromad na obszarze Polski – w powiecie chodzieskim w woj. poznańskim, na mocy uchwały nr 17/54 WRN w Poznaniu z dnia 5 października 1954. W skład jednostki weszły obszary dotychczasowych gromad Byszki i Dziembówko ze zniesionej gminy Ujście oraz obszar dotychczasowej gromady Dziembowo i miejscowość Kalina z dotychczasowej gromady Jeziorki ze zniesionej gminy Kaczory w tymże powiecie. Dla gromady ustalono 13 członków gromadzkiej rady narodowej.
1 stycznia 1959 z gromady Dziembowo wyłączono miejscowość Byszki, włączając ją do nowo utworzonej gromady Ujście w tymże powiecie, po czym gromadę Dziembowo zniesiono, a jej (pozostały) obszar włączono do gromady Kaczory tamże.